# Андроников, Михаил Михайлович
Князь Михаи́л Миха́йлович Андро́ников (Андро́нников; 1875 — 1919) — авантюрист. Камер-юнкер, титулярный советник.

## Биография
Родился в семье ротмистра князя Михаила (Мимуши) Абеловича Андроникова (1852—1882), адъютанта великого князя Михаила Николаевича, и Софии Агнес Эве (1852—1884), дочери генерала от кавалерии барона Леонгарда Карловича Унгерн фон Штернберга.
Учился в Пажеском корпусе, но был отчислен в 1895 году по болезни (по другим данным, за мелкое воровство и гомосексуализм). С 1897 по 1914 год был причислен к МВД, уволен за непосещение службы.
Имел звание камер-юнкера и чин титулярного советника, в 1914—1916 (по другим данным — в 1916—1917) годах состоял сверхштатным чиновником особых поручений при обер-прокуроре Синода.
В 1905 году контактировал с рабочими-зубатовцами из Экспедиции заготовления государственных бумаг, которые позже в 1917 ходатайствовали о его освобождении из тюрьмы. Как аферист, слывший безнравственным человеком, Андроников пытался использовать Г. Е. Распутина для своих эгоистических целей. Андроников играл на своих связях с Распутиным для получения выгод от царя и царицы. Бернард Парес — историк предреволюционной России — называл Андроникова «одной из наиболее зловещих личностей в общественной жизни России».
С 1916 года издавал казённо-патриотическую газету «Голос России», которая субсидировалась из секретного фонда МВД.
По подозрению в шпионаже в пользу Германии приказом командующего войсками Петроградского военного округа генерал-лейтенанта С. С. Хабалова от 9 января 1917 года Андроникову было запрещено проживание в обеих столицах и в местностях, находившихся на военном положении. Андроникову предоставили возможность выбора нового места проживания и он поселился в Рязани.
По его прибытии в Рязань 13 января полиция установила за ним негласный надзор, но ничего предосудительного за князем обнаружить не сумела.
Уже 7 февраля Андроников самовольно уехал из Рязани в Москву. По представлению специальной комиссии Временного правительства с 23 марта по 11 июля 1917 года находился в тюрьме Трубецкого бастиона Петропавловской крепости.
После революции князь сумел получить должность начальника Кронштадтской ЧК (для организации денежного потока для желающих откупиться и выехать из Советской России). Был пойман с поличным на крупных взятках. Заместитель председателя ВЧК Глеб Бокий установил факт взятки размером в 2 000 000 рублей золотом от великого князя Александра и его жены Ксении .
Расстрелян по обвинению «в шпионаже в пользу Германии». Само обвинение ни по одному пункту доказано не было.

## Из воспоминаний современников
…в классе, уживались подлинные неучи и тупицы и такие невоенные типы, как, например, прославившийся друг Распутина — князь Андронников, которого били даже в специальных классах за его бросавшуюся в глаза извращенную безнравственность.— Игнатьев А. А. Пятьдесят лет в строю. Книга I, глава 5. — М.: Воениздат, 1986. — С. 46. — ISBN 5-203-00055-7.
- С. Ю. Витте: «Одно понятно — что это дрянная личность, (…) к порядочным личностям, несмотря на своё княжеское достоинство, причислиться не может». Также Витте охарактеризовал его как «политического мелкого интригана из любви к искусству… Ничего такого дрянного никто про него сказать не может, но все, когда говорят об Андроникове, как-то недоумеваючи улыбаются, не понимая, что он собою именно представляет… Во всяком случае по натуре, по его скромности, он большой сыщик и провокатор и в некотором отношении интересный человек для власть имущих, но делает ли он это всё по любви к искусству или из-за денег, я сказать не могу»[6].
- И. Л. Горемыкин: «Как же, знаю Андроникова — странный человек. Он ко мне приставал, он несколько раз бывал и никогда не являлся с пустыми руками, всегда с букетом роз или с конфектами, которых я не ем, потому что мне запрещены конфекты»[7]
- А. А. Блок: «Князь Андроников, вертевшийся в придворных и правительственных кругах, подносивший иконы министрам, цветы и конфекты их жёнам, и знакомый с царскосельским камердинером».
- Шеф корпуса жандармов П. Г. Курлов считал Андроникова «человеком вредным».

… известно из показаний прислуги Андронникова, что он предоставлял свою квартиру для секретных свиданий Распутина с Хвостовым и Белецким, а также и с епископом Варнавою. В то же время князь Андронников, желая попасть в тон царившему при Дворе религиозному настроению и создать этим же слух о своей религиозности, в своей спальне за особой ширмой устроил подобие часовни, поставив большое распятие, аналой, столик с чашей для освящения воды, кропило, ряд икон, подсвечников, полное священническое облачение, терновый венец, хранившийся в ящике аналоя и пр. Достойно примечания, как это мною лично установлено при осмотре его квартиры и при допросе его прислуги, что князь Андронников в той же самой спальне, по другую сторону ширмы на своей двуспальной постели предавался самому гнусному … с молодыми людьми, дарившими его ласками за обещания составить протекцию. Последнее обстоятельство нашло свое подтверждение в ряде писем, отобранных мною при обыске у князя Андронникова, от таких обольщенных им молодых людей, которые жаловались в этих письмах на то, что он их обманул в своих обещаниях.— Руднев В. М. Доклад товарища прокурора Екатеринославского окружного суда Владимира Руднева // [Правда о русской царской семье и темных силах] // Н. А. Соколов. Предварительное следствие 1919—1922 гг.: Сб. материалов / Сост. Л. А. Лыкова. — М.: Студия ТРИТЭ; Рос. Архив, 1998. — С. 148—165. — (Российский Архив: История Отечества в свидетельствах и документах XVIII—XX вв; Вып. 8).

## В культуре
- «Агония» (1981). Роль исполнил Михаил Данилов (роль озвучил Вениамин Смехов).